# Tizenhárom fodor van a szoknyámon
A Tizenhárom fodor van a szoknyámon kezdetű magyar népdalt Bárdos Lajos gyűjtötte Isaszegen az 1930-as évek elején.  Új stílusú népdal nem alkalmazkodó ritmussal.
Feldolgozások:
| Szerző       | Mire                | Mű                     |
| ------------ | ------------------- | ---------------------- |
| Péter József | 3 szólamú vegyeskar | Isaszegi nóták, 1. dal |

## Kotta és dallam
| Tizenhárom fodor van a szoknyámon. Azt gondoltam, férjhez megyek a nyáron, de már látom, semmi se lesz belőle: tizenkettőt levágatok belőle. | Barna kislány, jól meggondold magadat, hová teszed le a leánysorodat. Gyöngyvirágos oltár elé leteszed, onnan többé soha fel nem veheted. |

Más szöveggel:
| Tizenkettő, tizenhárom, tizennégy. Barna legény, ilyen későn hová mégy? Elmegyek egy hű szeretőt keresni, mert aki van, nem érdemes szeretni. | Ne menjél te hű szeretőt keresni: itt vagyok én, holtig foglak szeretni. Mit ér nékem a holtig való szerelem, ha egymásé nem lehetünk sohasem. |

## Felvételek
- Tizenhárom fodor van a szoknyámon. Újra Zenekar  YouTube (2012. augusztus 9.)  (Hozzáférés: 2016. április 11.) (audió)
- Felvidéki dallamok. Juhász Kitti  YouTube (2012. december 17.)  (Hozzáférés: 2016. április 11.) (videó) diplomakoncert a Liszt Ferenc Zeneművészeti Egyetem Népzene Tanszékén; 0:50-ig.
- Kunsági népdalok - Tizenhárom fodor. Duna-együttes ének- és zenekara  YouTube (1961. november 17.)  (Hozzáférés: 2016. április 11.) (audió)
- Tizenhárom fodor van a szoknyámon. Rajeczky Benjamin  YouTube (1968. szeptember 28.)  (Hozzáférés: 2016. április 11.) (audió) tekerő és klarinét.
- Tizenhárom fodor van a szoknyámon. Kristóf Katalin és Milan  YouTube (2016. január 6.)  (Hozzáférés: 2016. április 11.) (videó)